# Marie Delna
Répertoire
- Werther de Jules Massenet
- Orphée et Eurydice de Gluck
- Carmen de Georges Bizet
- Les Troyens d'Hector Berlioz
- L'Attaque du moulin d'Alfred Bruneau

Marie Ledan, dite Marie Delna, née le 3 avril 1875 à Paris où elle est morte le 24 juillet 1932, est une cantatrice française (contralto) ,.
Elle chante notamment à l'Opéra-Comique avant de connaître une carrière internationale des années 1890 aux années 1910, se produisant sur la scène des plus grandes maisons d'opéra telles que La Monnaie, Covent Garden, La Scala, le Metropolitan Opera, l'Opéra de Monte-Carlo et le Teatro Regio. Elle laisse plusieurs enregistrements.

## Biographie

### Jeunesse
Née dans une famille ouvrière du Marais à Paris, elle est orpheline à l'âge de 15 mois. Elle et sa sœur grandissent d'abord avec leur grand-mère maternelle à Longjumeau. Puis, à partir de 1881, elles vivent avec les grands-parents paternels, qui tiennent le Café du Panorama à proximité de la gare de Meudon. Elle va a l'école au couvent de la Présentation de la Sainte-Vierge de Meudon.
Au départ, la petite fille voulait devenir une religieuse, mais le peintre Eugène Baudouin qui fréquentait le Café Panorama la remarque et l'exhorte à se consacrer au chant. Alors sa grand-mère commence à lui donner des cours de chant, puis elle étudie avec Rosine Laborde. Elle apparaît dans des auditions publiques et divers concerts privés à Paris.

### Carrière

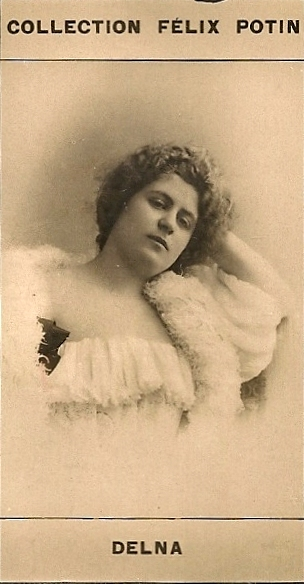
Portrait publicitaire de Marie Delna (vers 1900).

Elle est repérée par Léon Carvalho, directeur de l'Opéra-Comique, qui lui suggère son nom de scène, une anagramme de son nom de famille. En juin 1892, à 17 ans, elle fait des débuts remarqués dans le rôle de Didon dans Les Troyens.
Jules Massenet la choisit pour créer Charlotte dans Werther à Paris, en janvier 1893. La même année, elle créé Marceline dans L'Attaque du moulin d'Alfred Bruneau.  En avril 1894, elle chante le rôle de Miss Quickly dans la première française de Falstaff, supervisée par Verdi.
Elle crée Marion dans La Vivandière de Benjamin Godard à l'Opéra-Comique le 1er avril 1895, rôle qu'elle chante à de nombreuses reprises dans sa carrière, notamment à la Gaîté-Lyrique. En 1896, Delna chante le rôle d'Orphée dans Orphée et Eurydice de Gluck, pour l'entrée au répertoire de l'Opéra-Comique de la version française révisée par Hector Berlioz pour Pauline Viardot, ainsi que pour les reprises de 1900 et 1912.
Delna prend part à la première à Covent Garden de L'Attaque du moulin en 1894.  Elle fait ses débuts en Italie en 1897 à Milan. Le 7 avril 1898 à l'Opéra de Paris, elle chante lors de la première mondiale de Tre pezzi sacri de Verdi, aux côtés de Meyrianne Héglon (mezzo), Aino Ackté et Louise Grandjean (sopranos), dans le cadre des concerts de la Société des Concerts du Conservatoire, sous la direction de Paul Taffanel. En mai 1898, elle passe pour un court moment de l'Opéra-Comique à l'Opéra de Paris, où elle chante le rôle de Fidès dans Le Prophète de Giacomo Meyerbeer  le 9 mai 1898 puis revient à Berlioz dans le rôle de Cassandre dans la première à Paris de La Prise de Troie, le 15 novembre 1899. Elle chante aussi La Favorite de Gaetano Donizetti et Samson et Dalila de Camille Saint-Saëns. Elle crée le rôle de Guenièvre dans Lancelot de Victorin de Joncières le 7 février 1900.
De retour salle Favart en 1900, elle chante pour la première fois le rôle-titre de Carmen de Georges Bizet, aux côtés d'Adolphe Maréchal et Hector Dufranne. Avec Orphée, Carmen est le rôle qu'elle chantera le plus au cours de sa carrière. En avril 1901, elle crée Marianne dans L'Ouragan d'Alfred Bruneau. Dans une reprise de Falstaff en mémoire de Verdi, elle chante le rôle de miss Quickly et puis celui de la sorcière Grignotte dans Hänsel und Gretel d'Engelbert Humperdinck. En 1902, elle chante Margared pour la première fois, avec Léon Beyle et Julia Guiraudon comme partenaires, dans une reprise du Roi d'Ys d'Édouard Lalo.
En 1903, alors qu'elle joue Carmen à La Monnaie à Bruxelles, elle épouse un admirateur belge, le marquis Prier de Saône, un industriel, et se retire de la scène. Plus tard, en 1907, elle reprend sa carrière avec plusieurs concerts puis des représentations au théâtre municipal de la Gaîté-Lyrique, comme La Vivandière, Orphée et dans L'Attaque du moulin. La saison suivante, elle chante Fidès et Léonore (La Favorite).
Delna fait ses débuts au Metropolitan Opera dans le rôle d'Orphée (en version italienne) dirigée par Toscanini, mais ses autres apparitions sont abrégées. Suivent L'Attaque du moulin en 1910, la création du rôle de Tilli dans La Lépreuse de Sylvio Lazzari en 1912, et d'autres représentations à La Monnaie.
Lors de la Première Guerre mondiale, elle chante devant les troupes françaises. En novembre 1925, elle crée le rôle de Miss Rabasse dans Maurin des Maures de Léo Puget aux Folies-Dramatiques.
Elle meurt à l'hôpital de la Pitié, et est enterrée au cimetière parisien de Thiais, sa dépouille étant plus tard déplacée au cimetière du Père-Lachaise (division 89).

### Vie privée

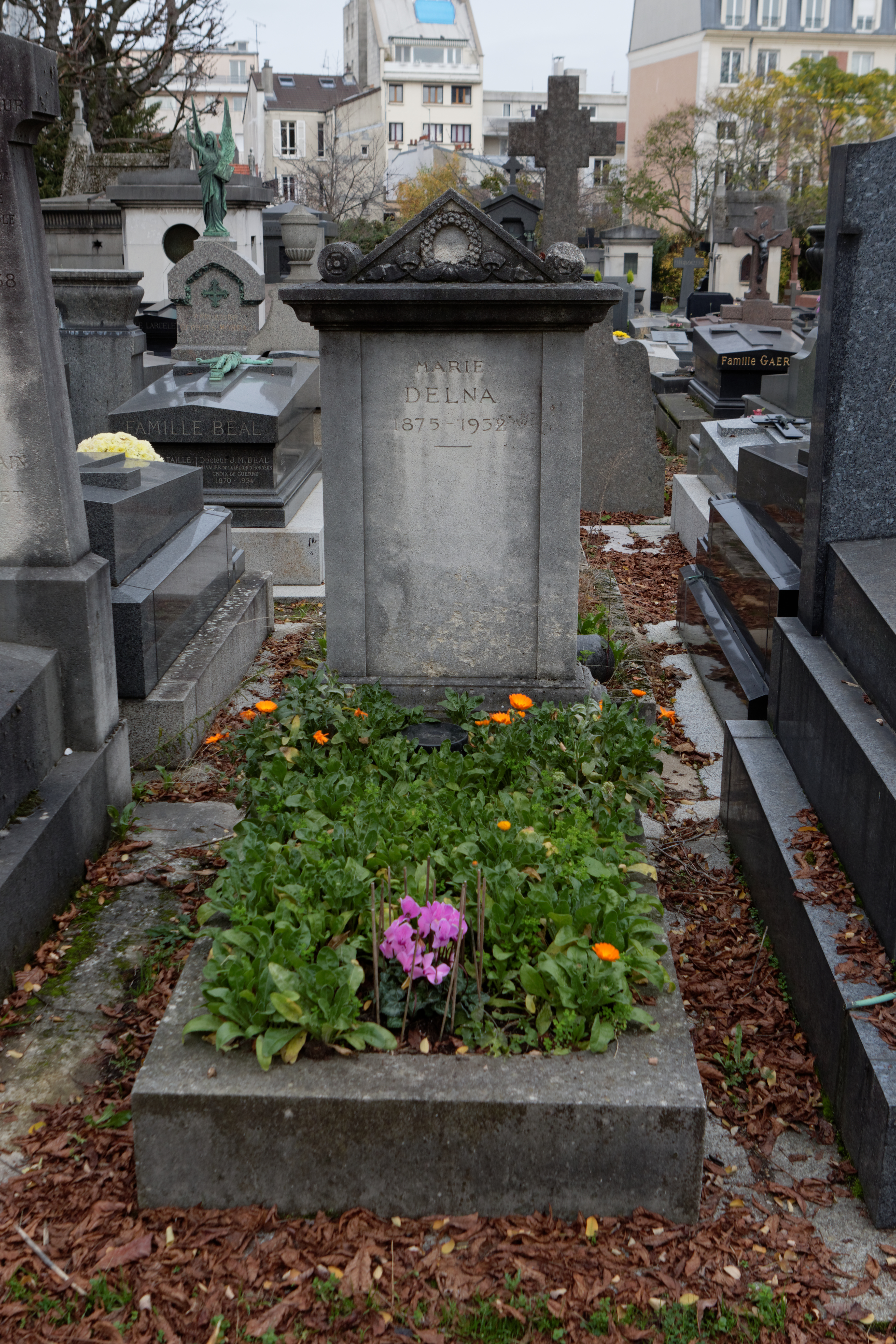
Sépulture de Marie Delna au cimetière du Père-Lachaise.

Elle possédait un hôtel particulier rue Pétrarque (16e arrondissement de Paris), détruit en 1933 lors du percement de l'avenue Paul-Doumer.
Elle fait, en 1919, l’acquisition d’un hôtel particulier à Montmorency. Des problèmes financiers la forcent à déménager en 1926 dans une maison louée à Villemomble.

## Discographie
Les premiers enregistrements des extraits d'opéra avec Delna sont réalisés à Londres en 1903 avec Le Prophète, Carmen, rapidement suivie par d'autres à  Paris avec La Vivandière, Werther, Les Troyens . En 1905, elle enregistre des duos avec Albert Alvarez et en 1907, des solo, allant d'Orphée et Eurydice à Samson et Dalila. À New York en 1910 et Londres 1913, Delna poursuit un parcours de ses principaux rôles sur scène. Elle complète l'achèvement de sa discographie à Paris en 1918, avec les chansons de Claude Rohand. En dépit de leur âge, les enregistrements indiquent « [...] une gamme de trois octaves, un doux legato combiné avec une diction parfaite ».
Elle apparaît dans l'une des plus grandes compilation de chants classiques, The EMI Record of Singing (volume I : L'École française).

## Décorations
- Officier de l'Instruction publique (officier de l'Instruction publique) en 1900[2]
- Chevalier de la Légion d'honneur en 1928[2]